# Kalamantia

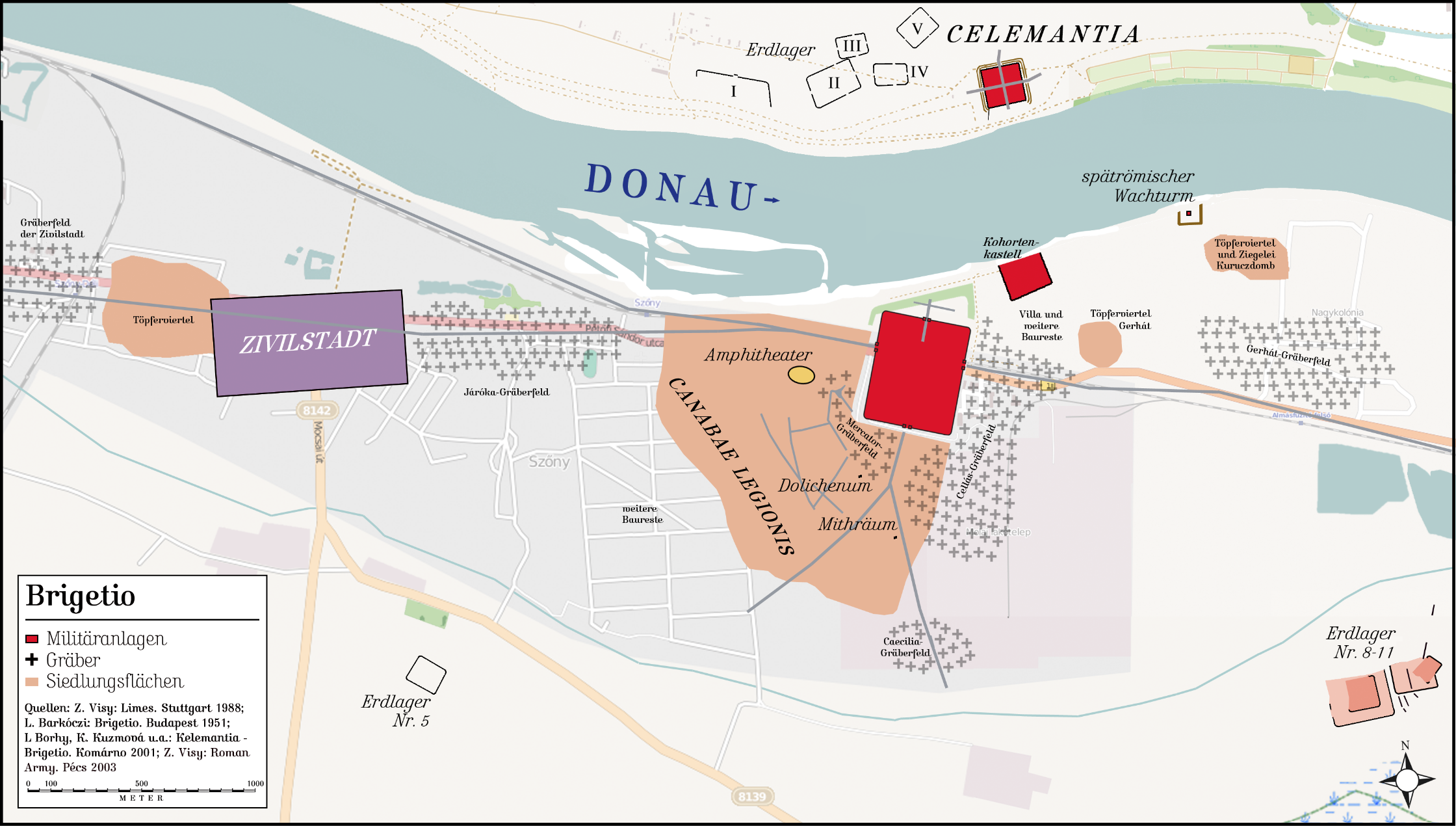
Kalamantia auf dem Lageplan der Militäranlagen und zivilen Strukturen bei Brigetio

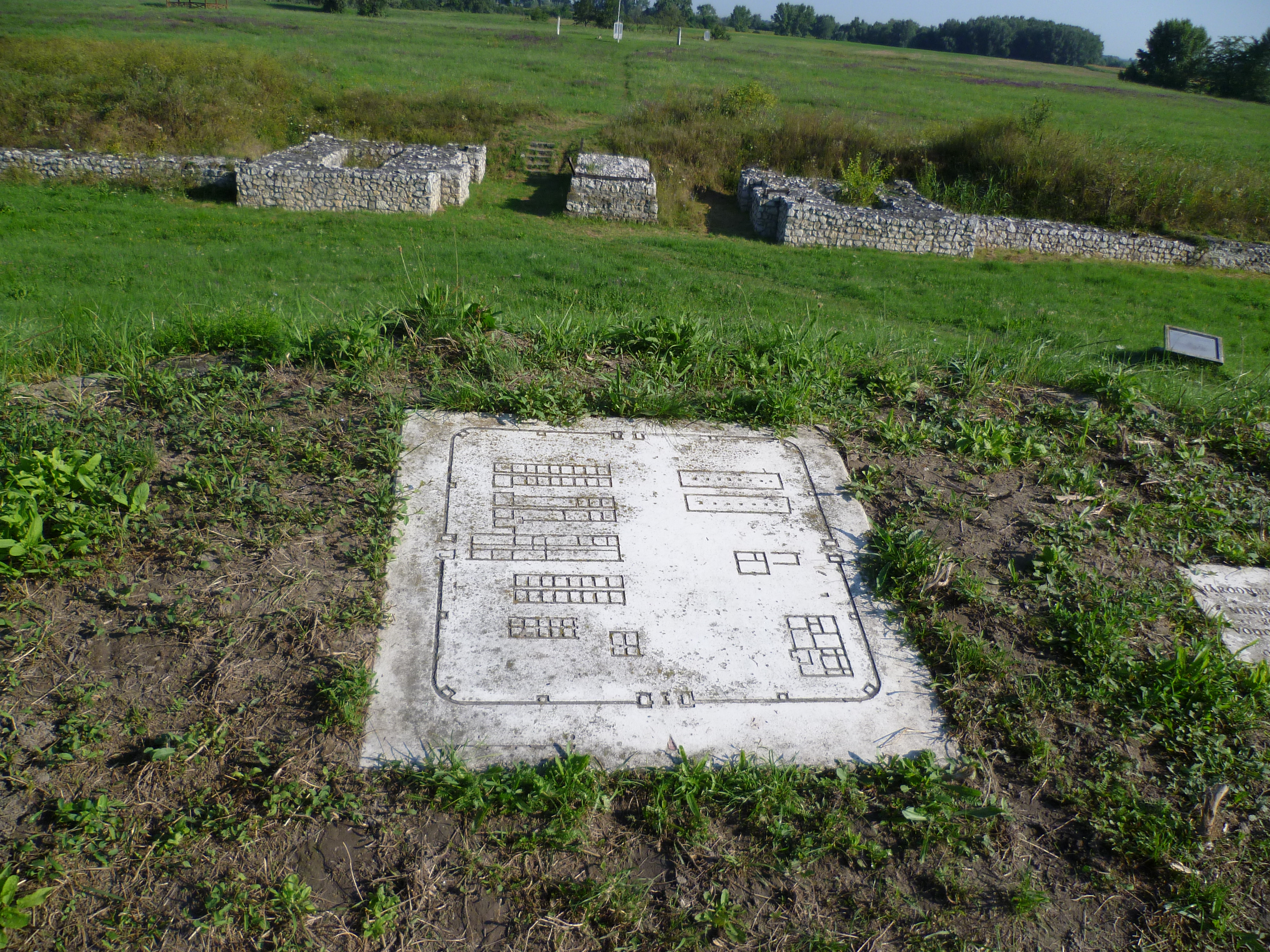
In Stein eingelassener Grabungsplan des römischen Kastells Iža-Leányvár

Kalamantia (altgriechisch Καλαμαντία; lateinisch Celamantia) ist ein Ortsname, der in der Geographia des Claudius Ptolemaios als einer der im Osten der südlichen Germania magna entlang der Donau liegenden Orte (πόλεις) mit 41° 00′ Länge (ptolemäische Längengrade) und 47° 40′ bzw. 47° 50′ Breite angegeben wird. Kalamantia liegt damit nach Ptolemaios zwischen Andouaition und Singone. Auf der anderen Seite, südlich der Donau, liegt das pannonische Brigetio am selben Längengrad.
Wegen des Alters der Quelle kann eine Existenz Kalamantias um das Jahr 150 n. Chr. angenommen werden.